# Station Linsburg
Station Linsburg (Bahnhof Linsburg) is een spoorwegstation in de Duitse plaats Linsburg in de deelstaat Nedersaksen. Het station ligt aan de spoorlijn Wunstorf - Bremerhaven.

## Indeling
Het station heeft twee zijperrons, welke niet zijn overkapt maar voorzien van abri's. De perrons zijn te bereiken vanaf de straat Hauptstraße, die het spoor ongelijkvloers kruist met een viaduct. In de straat Am Bahnhof bevindt zich de bushalte van het station.

## Verbindingen
Het station is onderdeel van de S-Bahn van Hannover, die wordt geëxploiteerd door DB Regio Nord. De volgende treinserie doet het station Linsburg aan:
| Serie | Treinsoort             | Route                                                                                 | Bijzonderheden                     |
| ----- | ---------------------- | ------------------------------------------------------------------------------------- | ---------------------------------- |
| S2    | S-Bahn (DB Regio Nord) | Nienburg (Weser) – Linsburg – Seelze – Hannover Hbf – Weetzen – Barsinghausen – Haste | Zondags alleen Nienburg - Hannover |